# Облучје
Облучје (рус. Облучье) град је у Русији у Јеврејској аутономној области.

## Становништво
| 1939.  | 1959.  | 1970.  | 1979.  | 1989.  | 2002.  | 2010. |
| ------ | ------ | ------ | ------ | ------ | ------ | ----- |
| 13.598 | 15.277 | 12.781 | 13.420 | 12.016 | 11.069 | 9.379 |